# Nabil Amr
 (septembre 2022).
Si vous disposez d'ouvrages ou d'articles de référence ou si vous connaissez des sites web de qualité traitant du thème abordé ici, merci de compléter l'article en donnant les références utiles à sa vérifiabilité et en les liant à la section « Notes et références ».
Nabil Amr, né en 1947 à al-Dura au sud-ouest de Hébron, est un ancien ministre de l’Autorité palestinienne. Il est célèbre pour avoir publié une critique au vitriol de Yasser Arafat, qu’il a rendu responsable de l’échec du Sommet de Camp David II. En 2004, il a été victime d’une tentative d’assassinat.

## Éléments biographiques
Diplômé de l’université de Damas en droit et en communication, Nabil Amr commence sa carrière dans l’appareil de l’OLP en tant que publicitaire, avant d’être élu membre des instances suprêmes du Fatah. À ce titre, il devient un proche conseiller de Yasser Arafat et ambassadeur de l’OLP à Moscou.
Journaliste de profession, il est le fondateur et l’ancien rédacteur en chef de Al Hayat al-Jadida, l’organe officiel de l’Autorité palestinienne. Il a également dirigé, pendant plus de dix ans, la radio Voice of Palestine (en).
En 1996, il a été élu au Conseil Législatif palestinien, représentant al-Dura (dans le district de Hébron). En 1998, Arafat le fait entrer dans son cabinet et lui confie la charge des relations avec le Parlement. Il démissionne en mai 2002, en raison de ses désaccords avec Arafat sur le manque de transparence et de démocratie dans les institutions politiques palestiniennes.
Ses prises de position très critiques à l’endroit de l’Autorité palestinienne lui ont valu d’être victime, en 2004, d’une tentative d’assassinat attribuée aux Brigades des martyrs d’Al-Aqsa. Blessé, il a été amputé de la jambe droite.
Nabil Amr fait aujourd’hui partie de l’entourage du président Mahmoud Abbas.

## Prises de position politiques
- Nabil Amr est signataire d’une déclaration conjointe israélo-palestinienne en juillet 2001.

- Lors de sa démission en mai 2002, Nabil Amr a appelé à une démission collective du Cabinet de l’Autorité palestinienne et à une soumission du Cabinet au Conseil Législatif palestinien. Il a également proposé une réforme des forces de sécurité palestiniennes.

- Dans un long article en forme de lettre ouverte au président Arafat, publié en septembre 2002 dans Al Hayat al-Jadida, Nabil Amr a critiqué l’intransigeance et le manque de pragmatisme de la direction palestinienne lors du Sommet de Camp David II (juillet 2000) ainsi que le départ précipité d’Arafat des négociations. Il reprochait au président de l’Autorité palestinienne et à la société palestinienne dans son ensemble d’avoir rejeté les propositions du président Clinton et de s’être réjouis de l’échec des négociations de paix avec Israël. Il écrivait notamment : « N’avons-nous pas dansé de joie à l’annonce de l’échec de Camp David ? N’avons-nous pas couvert Clinton de boue, alors qu’il proposait un État palestinien avec des modifications de frontières mineures ? Nous ne sommes pas honnêtes, parce qu’aujourd’hui, après deux ans de bain de sang, nous demandons exactement ce qu’alors nous rejetions, à la différence qu’aujourd’hui, nous pouvons être certains que cela n’est plus possible ». Par la suite, Amr a été accusé de traîtrise et a fait l’objet d’un attentat à son domicile.

## Publications
- Testimonies from the Battlefield
- 1000 Days in Moscow
- The Days of Siege and Love